# Жозе Рейналдо де Ліма
Жозе Рейналдо де Ліма (порт. José Reinaldo de Lima, нар. 11 січня 1957, Понті-Нова) — бразильський футболіст, що грав на позиції нападника.
Виступав, зокрема, за клуб «Атлетіко Мінейру», а також національну збірну Бразилії. Був відомий своїм жестом, яким він святкував забиті м'ячі — піднятим кулаком лівої руки, знаком, яким в Бразилії позначали негативне ставлення до правлячої в країні хунти (такий же знак був у руху «Чорних пантер» в США).

## Клубна кар'єра
Рейналдо почав кар'єру в юнацькому клубі «Понтеновензе», де грали ще два його брати. 7 вересня 1971 року його клуб зустрічався у товариському матчі з «Атлетіко Мінейру», який тренував Барбатана. Рейналдо в цьому матчі участі не брав, проте Барбатані розповіли про Рейналдо, як про майбутній Молодий талант, за яким також спостерігали скаути «Ботафого». Барбатана переглянув Рейналдо, а потім переговорив з його батьками, умовивши їх відпустити гравця спробувати свої сили у складі «Атлетіко». Він дебютував у новій команді в матчі з основним складом команди, що проходив передсезонний збір. У цій грі він вийшов у другому таймі, відразу ставши одним з найпомітніших гравців на полі, обводячи справжніх професіоналів з «основи» і забивши 3 голи, після чого з ним відразу ж був укладений контракт. У молоді «Атлетіко» Рейналдо швидко став кращим гравцем, і лише вік не дозволяв футболісту дебютувати за основний склад. Одночасно з футболом, Рейналдо отримував у місцевій школі атестат про середню освіту.
З настанням 16-річчя Рейналдо почав грати за основний склад «Атлетіко». Його дебют відбувся 28 січня 1973 року в матчі чемпіонату штату Мінас-Жерайс проти клубу «Валеріо», в якому Атлетіко переміг 2:1. Через тиждень, 4 лютого, Рейналдо забив свій перший м'яч за «Атлетіко», вразивши ворота клубу «Калденсе» (2:2). 1974 року Рейналдо отримав травму лівого коліна в матчі з клубом «Сеара». В результаті йому була зроблена операція з вилучення лівого меніска. Після відновлення, Рейналдо знову став лідером атак «Атлетіко» і кумиром уболівальників клубу, які називали його «цар». Однак разом з визнанням його, як одного з найсильніших форвардів Бразилії, йому стали приділяти пильну увагу захисники команд, проти яких грав «Атлетіко». Коли Рейналдо робив свої фінти, зазвичай захисники з ним не церемонилися і били по хворому коліну.
В результаті у 1977 році Рейналдо, що став найкращим бомбардиром чемпіонату Бразилії, отримав чергову травму коліна. Він довго відновлювався в клініці Нейлора Ласмара, йому зробили 3 операції, щоб встигнути відновитись на чемпіонаті світу. На «мундіалі» Рейналдо навіть носив весь вільний час наколінник, щоб не перенапружувати ногу, а після турніру, 2 серпня 1978 року, в США, в госпіталі Ленокс-Гілл, Рейналдо була зробила повторна операція на коліні. Нападник дуже довгий час відновлювався, навіть звертався з проханням про допомогу до магів, але зміг повернутися на поле. Однак колишню форму форвард почав демонструвати лише через кілька років. 1980 року клуб вийшов у фінал чемпіонату Бразилії. У першій грі переміг «Атлетіко», єдиний м'яч забив Рейналдо. У другій грі Рейналдо забив двічі, але за рахунку 2:2 він був помилково вилучений з поля суддею Жозе Араганом, після чого «Менго» забив третій м'яч, і виграв турнір завдяки додатковим показникам.
В кінці 1982 року Рейналдо знову отримав важку травму, і майже весь рік витратив на лікування коліна. Він перестав потрапляти до складу «Атлетіко», і в 1985 році перейшов у «Палмейрас». За всю свою кар'єру в «Атлетиіко» Рейналдо взяв участь у 475 іграх і забив 255 голів (289 перемог, 113 нічиїх і 73 поразки).
Згодом грав у складі команд «Ріо-Негро» з Манауса, «Крузейру» і шведський «Геккен», а завершив ігрову кар'єру 1988 року у нідерландській команді «Телстар» через постійні проблеми з коліном.

## Виступи за збірну
1975 року дебютував в офіційних матчах у складі національної збірної Бразилії.
У складі збірної був учасником Кубка Америки 1975 року та чемпіонату світу 1978 року в Аргентині, здобувши на обох турнірах бронзові нагороди.
1982 року футбольна громадськість бачила Рейналдо в збірній, яка вирушала на черговий чемпіонат світу, проте взятий в команду Рейналдо не був. Теле Сантана, головний тренер бразильців, відмовив футболісту, сказавши в пресі, що він займається сексом з чоловіками. Сам Рейналдо відповів, що нічого поганого до гомосексуальності не має, але сам таким не є.
Загалом протягом кар'єри у національній команді, яка тривала 11 років, провів у її формі 37 матчів, забивши 14 голів.

## Титули і досягнення

### Командні
- Переможець Ліги Мінейро (8):

«Атлетіко Мінейро»: 1976, 1978, 1979, 1980, 1981, 1982, 1983, 1985
- Бронзовий призер чемпіонату світу: 1978

### Особисті
- Найкращий бомбардир чемпіонату Бразилії: 1977 (28 голів)
- Володар Срібного м'яча Бразилії: 1977, 1983

## Особисте життя
Рейналдо народився в сім'ї Маріо Рейналдо де Ліми і Марії Коелі. У нього було 4 брати і 4 сестри, сам він був 6-ю дитиною. Сім'я була дуже бідною, а тому Рейналдо вже з малих років займався підробітками, для того, щоб отримати можливість піти в кіно, яке він дуже любив.
Під час ігрової кар'єри Рейналдо робили 8 операцій: по 4 на коліні і гомілковостопному суглобі.
У 1996 році Рейналдо захворів наркоманією, після чого пройшов курс психічного і фізіологічного лікування. Також Рейналдо відомий, як депутат від Зеленої партії в парламенті штату Мінас-Жерайс, з 1990 по 1994 рік, і як коментатор каналу Alterosa. З 2005 по 2008 рік був членом муніципалітету Белу-Орізонті.